# Harald Cerny
Harald Cerny (Bécs, 1973. szeptember 13. –), osztrák válogatott labdarúgó, edző.
Az osztrák válogatott tagjaként részt vett az 1998-as világbajnokságon.